# Ben's Cookies
Ben's Cookies er en kæde af butikker der sælger småkager i Storbritannien. Den originale butik ligger i det historiske Covered Market i Oxford. Siden har det udvidet med 10 butikker over hele Storbritannien samt flere butikker andre steder i verden. Ben's Cookies blev startet i 1984 af Helge Rubinstein. 

## Butikker

### Storbritannien
- Bath
- Brighton
- Coventry
- Leamington Spa
- London, Covent Garden
- London, High Street Kensington
- London, Leadenhall Market
- London, South Kensington
- Oxford

### Andre lande
- Cairo (Egypten)
- Dubai (Forenede Arabiske Emirater)
- Riyadh, Tahliya St. (Saudi Arabien) (åbnede i 2007)
- Riyadh, Sahara Mall (Saudi Arabien)
- Seoul (Sydkorea)

51°45′10.0″N 1°15′24.3″V / 51.752778°N 1.256750°V